# Oscar Lundquist
Oscar Rudolf Lundquist, född 23 december 1875 i Vallentuna församling, Stockholms län, död 11 juni 1946, var en svensk industriman. Han var far till Folke Lundquist.
Lundquist var brukselev vid Surahammars bruk 1894–97, genomgick Bergsskolan i Filipstad 1897–98, var ritare vid Ströms Bruks AB 1898–99, konstruktör i Differdingen, Luxemburg, 1899–1901, Lackwanna Steel Company, USA, 1901–04, ingenjör vid Munkfors 1904–05, vid Degerfors järnverk 1905–06, vid Ströms Bruks AB 1906–22, disponent där 1922–39, disponent för Ljusne-Woxna AB 1926–39 samt verkställande direktör för Ströms Bruks AB och Ljusne-Woxna AB 1939–41.